# Franz Pesch (Rennfahrer)

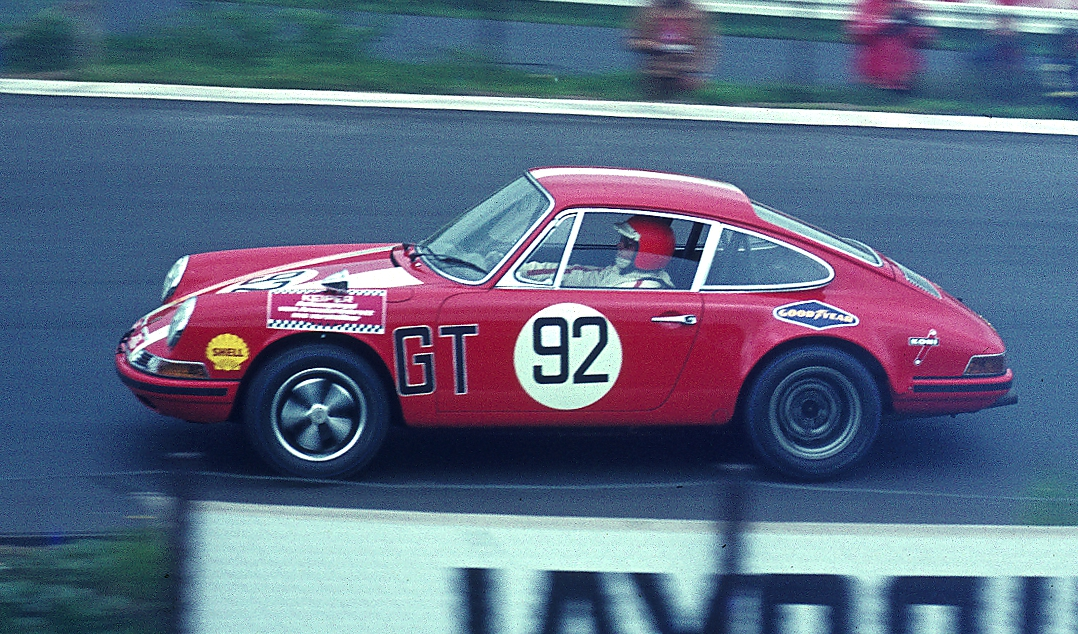
Porsche 911 von Georg Loos/Franz Pesch beim 1000-km-Rennen auf dem Nürburgring 1970; 18. Platz in der Gesamtwertung, Sieger der Klasse GT bis 2 Liter Hubraum

Franz Pesch (* Mai 1940 in Köln) ist ein ehemaliger deutscher Autorennfahrer.

## Karriere im Motorsport
Franz Pesch war zwischen 1968 und 1975 im Sportwagensport aktiv. Bei 40 Rennstarts feierte er einen Gesamt- und fünf Klassensiege. Er ging in der deutschen Rennsport-Meisterschaft und der Interserie an den Start und war zu Beginn der 1970er-Jahre Mitglied in der Rennmannschaft von Georg Loos. Für das Gelo Racing Team fuhr er 1970, 1971 und 1972 in der Sportwagen-Weltmeisterschaft.
Dreimal war Pesch beim 24-Stunden-Rennen von Le Mans gemeldet. Alle drei Einsätze endeten nach Motorschäden vorzeitig.

## Statistik

### Le-Mans-Ergebnisse
| Jahr | Team                     | Fahrzeug            | Teamkollege  | Teamkollege | Platzierung | Ausfallgrund |
| ---- | ------------------------ | ------------------- | ------------ | ----------- | ----------- | ------------ |
| 1971 | Gelo Racing Team         | Ferrari 512M        | Georg Loos   |             | Ausfall     | Motorschaden |
| 1972 | Gelo Racing Team         | Porsche 911S        | Georg Loos   | Jean Sage   | Ausfall     | Motorschaden |
| 1974 | Polifac Gelo Racing Team | Porsche Carrera RSR | Jürgen Barth |             | Ausfall     | Motorschaden |

### Einzelergebnisse in der Sportwagen-Weltmeisterschaft
| Saison | Team                              | Rennwagen                | 1   | 2   | 3   | 4   | 5   | 6   | 7   | 8   | 9   | 10  | 11  |
| ------ | --------------------------------- | ------------------------ | --- | --- | --- | --- | --- | --- | --- | --- | --- | --- | --- |
| 1970   | Porsche Salzburg Gelo Racing Team | Porsche 911 Ferrari 512S | DAY | SEB | BRH | MON | TAR | SPA | NÜR | LEM | WAT | ZEL |     |
| 1970   | Porsche Salzburg Gelo Racing Team | Porsche 911 Ferrari 512S |     |     |     |     |     |     | 18  |     | DNF |     |     |
| 1971   | Gelo Racing Team                  | Ferrari 512S             | BUA | DAY | SEB | BRH | MON | SPA | TAR | NÜR | LEM | ZEL | WAT |
| 1971   | Gelo Racing Team                  | Ferrari 512S             |     |     |     |     |     |     |     | 9   | DNF |     |     |
| 1972   | Gelo Racing Team                  | Porsche 911              | BUA | DAY | SEB | BRH | MON | SPA | TAR | NÜR | LEM | ZEL | WAT |
| 1972   | Gelo Racing Team                  | Porsche 911              |     |     |     |     |     | DNF |     |     |     |     |     |
| 1974   | Gelo Racing Team                  | Porsche 911 Carrera RSR  | MON | SPA | NÜR | IMO | LEM | ZEL | WAT | LEC | BRH | KYA |     |
| 1974   | Gelo Racing Team                  | Porsche 911 Carrera RSR  | 12  | 11  |     |     | DNF | 12  |     |     |     |     |     |